# Мишоподібний опосум
Мишоподібний опосум (Marmosa) — рід ссавців з родини опосумових.

## Морфологічна характеристика
Голова й тулуб завдовжки 85–190 мм, хвіст завдовжки 125—230 мм, вага 13–130 грамів. Волосяний покрив переважно короткий, тонкий, оксамитовий; зверху від сірого через темно-коричневий до світлого червонувато-коричневого забарвлення; низ блідіший, від майже білого через жовтувато-коричневий до жовтуватого. Майже всі види мають тьмяно-коричневі чи чорні кільця навколо очей. Очі великі. Хвіст чіпкий, волохатий лише при основі й або однорідно забарвлений, або низ трохи блідіший. Сумка відсутня.

## Середовище проживання
Населяють Неотропіки, їх ареал простягається від північної Мексики до центральної Південної Америки. Більшість видів — мешканці лісу й частіше трапляються поблизу водойм; іноді вони також живуть на плантаціях.

## Спосіб життя
Це нічні солітарні тварини, які в основному живуть на деревах, але спускаються й на землю. Вдень сплять у гніздах з листя та гілочок чи використовують порожні пташині гнізда. Вони всеїдні, переважно їдять комах і фрукти, іноді — дрібних хребетних і яйця птахів.

## Систематика
Marmosa
- підрід Eomarmosa
  - вид Marmosa rubra
- підрід Exulomarmosa
  - види: Marmosa isthmica, Marmosa mexicana, Marmosa robinsoni, Marmosa simonsi, Marmosa xerophila, Marmosa zeledoni
- підрід Marmosa
  - види: Marmosa macrotarsus, Marmosa murinaтиповий, Marmosa tyleriana, Marmosa waterhousei
- підрід Micoureus
  - види: Marmosa adleri, Marmosa alstoni, Marmosa constantiae, Marmosa demerarae, Marmosa germana, Marmosa paraguayana, Marmosa jansae, Marmosa parda, Marmosa perplexa, Marmosa phaea, Marmosa rapposa, Marmosa regina, Marmosa rutteri
- підрід Stegomarmosa
  - види: Marmosa andersoni, Marmosa lepida